# Castle (Oklahoma)
Castle es un pueblo ubicado en el condado de Okfuskee en el estado estadounidense de Oklahoma. En el año 2010 tenía una población de 106 habitantes y una densidad poblacional de 212 personas por km².

## Geografía
Castle se encuentra ubicado en las coordenadas 35°28′31″N 96°23′3″O / 35.47528, -96.38417 (35.475174, -96.384072).

## Demografía
Según la Oficina del Censo en 2000 los ingresos medios por hogar en la localidad eran de $24,688 y los ingresos medios por familia eran $24,688. Los hombres tenían unos ingresos medios de $16,250 frente a los $16,563 para las mujeres. La renta per cápita para la localidad era de $10,261. Alrededor del 16.5% de la población estaban por debajo del umbral de pobreza.